# Michael Howard

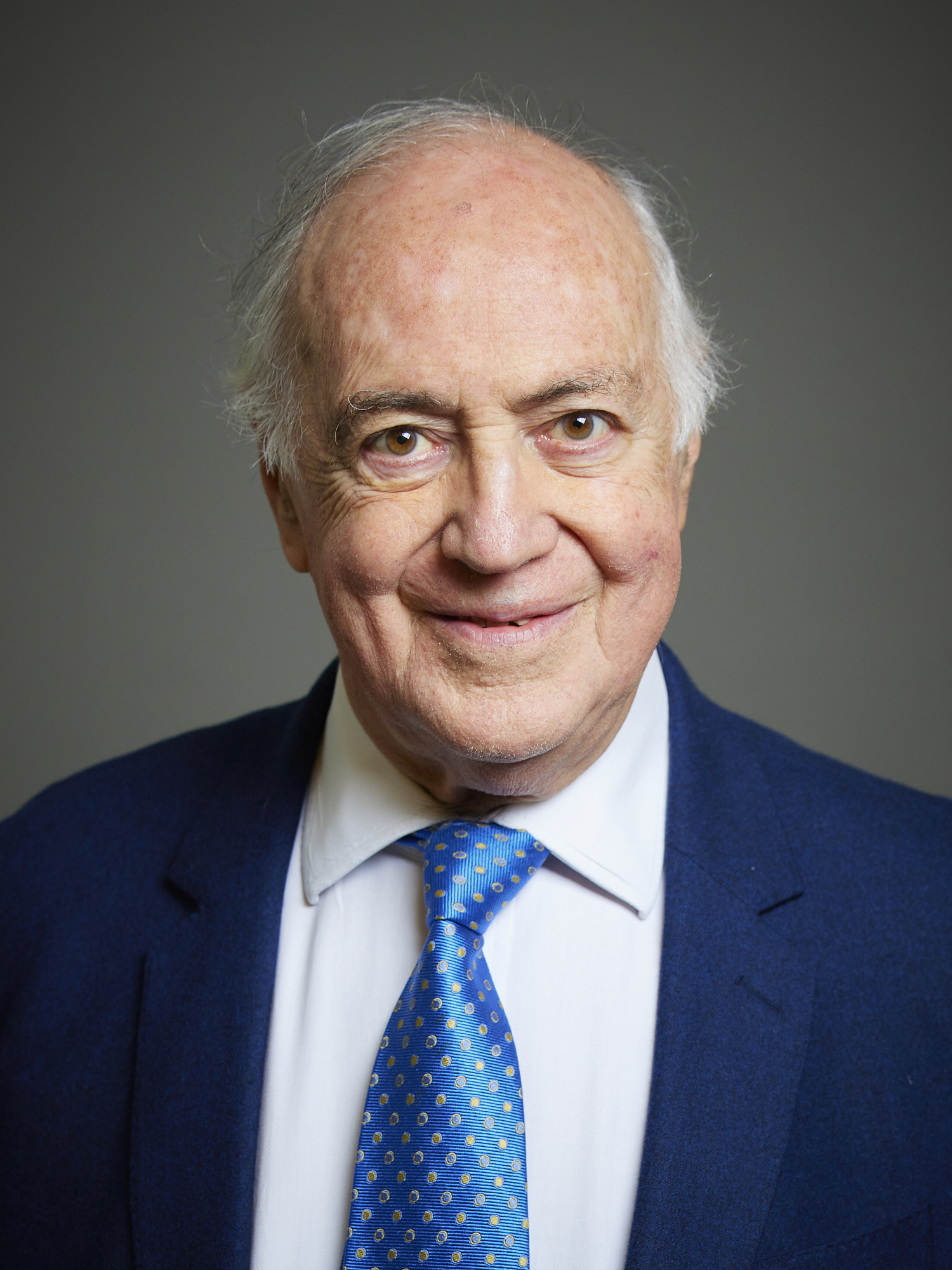
Michael Howard, em 2023.

Michael Howard QC (Gorseinon, País de Gales, 7 de julho de 1941) é um político britânico conservador, compôs o gabinete de Margaret Thatcher como secretário de trabalho entre 1990 e 1992 e o gabinete de John Major, mantendo-se como secretário de trabalho e servindo como secretário de desenvolvimento (1992 - 1993) e secretário de interior (1993 - 1997). Entre 2000 e 2005, foi o líder da oposição.